# Сазанский сельсовет
Саза́нский сельсове́т — муниципальное образование в Сердобском районе Пензенской области. Имеет статус сельского поселения.

## География
Сазанский сельсовет располагается в центре Сердобского района и граничит на севере — с Куракинским и Секретарским сельсоветами Сердобского района, на западе — с  Рощинским сельсоветом Сердобского района, на юге и востоке — с городом Сердобск. Расстояние от посёлка Сазанье  до районного центра города Сердобск — 9 км 300 м, до областного центра города  Пензы — 116 км. Расстояние до ближайшей железнодорожной станции Сердобск — 12 км. Площадь сельсовета — 2196,39 га.

## Общие сведения
На территории сельского совета расположены 7 магазинов, автозаправочная станция, спортзал, дом культуры, библиотека, амбулатория, средняя общеобразовательная школа. Общее население сельского совета на 1 января 2020 года — 1661 человек.

## Население
| 2002  | 2010  | 2012  | 2013  | 2014  | 2015  | 2016  |
| ----- | ----- | ----- | ----- | ----- | ----- | ----- |
| 1984  | ↘1735 | ↘1707 | ↘1660 | ↘1630 | ↘1585 | ↘1541 |
| 2017  | 2018  | 2021  |       |       |       |       |
| ↘1499 | ↘1490 | ↗1583 |       |       |       |       |

## Состав сельского поселения
| № | Населённый пункт | Тип населённого пункта          | Население |
| - | ---------------- | ------------------------------- | --------- |
| 1 | Сазанье          | посёлок, административный центр | ↗1583     |

## Глава  администрации
Главой администрации Сазанского сельского совета является Лашкина Юлия Валериевна.
Специалистом 1 категории является Гатина Виктория Сергеевна.
В Думе сельсовета был член партии Возрождение аграрной России.

## Адрес
442882, Пензенская область, Сердобский район, п. Сазанье, ул. Чаадаева, 1 а. Тел.: +7 84167 9-77-60, 9-77-50.